# Санта-Маринья (Сея)
Санта-Маринья (порт. Santa Marinha) — район (фрегезия) в Португалии, входит в округ Гуарда. Является составной частью муниципалитета Сейя. Находится в составе крупной городской агломерации Большое Визеу. По старому административному делению входил в провинцию Бейра-Алта. Входит в экономико-статистический субрегион Серра-да-Эштрела, который входит в Центральный регион. Население составляет 1175 человек на 2001 год. Занимает площадь 10,49 км².
Покровителем района считается Святая Маринья (порт. Santa Marinha).